# شواهد (حمص)
شواهد قرية سورية تتبع ناحية الحواش في منطقة تلكلخ في محافظة حمص. بلغ عدد سكانها 654 نسمة في عام 2004 حسب إحصاء المكتب المركزي للإحصاء.